# Diocèse de Séez
Le diocèse de Séez correspond actuellement au département de l'Orne et l'évêché est situé à Sées.

## Toponymie
La graphie Séez correspond à celle généralement employée jusqu’à la fin du XVIIIe siècle pour le nom de la ville. Officiellement, l’orthographe de celui-ci est devenue Sées, ce qui a permis d’éviter l'homonymie avec Séez de Savoie (nouvellement française). Cependant, l’usage antérieur a été conservé par l'Église catholique (diocèse de Séez, évêque de Séez).

## Histoire

### Origine
Le sud de l'actuelle Normandie fut vraisemblablement évangélisé par saint Martin de Tours et ses compagnons. Le Perche garde le souvenir de sainte Céronne, une moniale venue de la région de Béziers, morte en 490. L'établissement épiscopal vint de Tours ou de Rouen vers le Ve siècle. Ainsi saint Latuin est le premier évêque de Séez, ou plutôt d'Exmes. Il semblerait en effet que le premier évêché se situa à Exmes, cité romaine importante. L'évêque Passivus signe les documents des conciles comme évêque d'Exmes puis comme évêque de Séez à partir de 541. À cette date, il semblerait que le redécoupage des diocèses créa deux nouveaux évêchés, Lisieux et Séez, remplaçant pour partie le diocèse d'Exmes.

### Moyen Âge
L'installation des évêques de Séez s'effectuait selon un cérémonial assez pittoresque, décrit en 1836 par F-J Libert dans un Mémoire (ci-dessous référencé). Cette pratique se poursuivit jusqu'au XVIIe siècle.

### Époque moderne
1547 : une bulle du pape Paul III sécularise les chanoines de l'église (cathédrale) de Séez qui, depuis 1131, appartenaient à l'ordre de Saint-Augustin, étaient habillés de blanc et logeaient en commun. Le roi Henri II les autorise à porter le même habit que les autres ecclésiastiques et à occuper séparément les maisons vendues par le chapitre.
Au cours du XVIe siècle, Jacques de Silly, évêque de Séez (et baron de Fleuré (Orne)) fait bâtir une résidence dans cette paroisse ; cette « maison de plaisance (sic) des évêques le restera jusqu'à la Révolution.
1698 : extraits du Mémoire sur l'état de la France, Généralité d'Alençon, établi à cette date par l'Intendant, M. de Pommereuil : « Les ecclésiastiques séculiers de cette généralité, y compris les curés, sont au nombre de 2 285. Tous les couvents renferment 337 religieux et 877 filles. » Ce Mémoire répertorie :
- 550 paroisses (et leur clergé) :
- pour les hommes : 12 cloîtres, 2 chapitres (celui de Séez composé de 40 chanoines et celui de « Carouge » avec 6 chanoines), 38 prieurés, 19 couvents ;
- pour les femmes : 5 cloîtres, 3 prieurés, 6 couvents.

NB : il y avait aussi une collégiale Saint-Nicolas (de 6 chanoines) au Merlerault[réf. nécessaire] (qui était à cette époque dans le diocèse de Lisieux).

### Époque révolutionnaire
Mars 1789 : les députés élus pour représenter le clergé aux états généraux de 1789 sont :
- pour le bailliage (ou sénéchaussée) d'Alençon : Guillaume-Gabriel Leclerc (Argentan 1743 - Sées 1832), curé de La Cambre. Le 4 janvier 1791, à Paris, il refusa de prêter le serment prévu par la Constitution civile du clergé en déclarant : « Je suis né catholique, apostolique et romain. Je veux mourir dans cette foi et je ne le pourrais pas en prêtant ce serment ».
- pour le bailliage d'Argentan: Jacques Dufresne (1732-1832), curé du Mesnil-Durand
- pour le bailliage du Perche: Gabriel Le François, curé du Mage.

1790 : selon les dispositions de la Constitution civile du clergé votée par l'Assemblée constituante, il est procédé dans chaque nouveau département à l'élection d'un « évêque constitutionnel » ; Jacques-André-Simon Le Fessier (1735-1805), précédemment curé de Bérus près d'Alençon, est élu pour l'Orne. Il siège également à l'Assemblée législative du département, qui comprend 10 députés. D'autres évêques lui donnent la consécration, malgré l'opposition du pape Pie VI.
Me Marquet, précédemment principal du collège d'Alençon, est nommé vicaire de l'évêque constitutionnel. Thomas Poulard, né à Dieppe en 1754, est vicaire épiscopal (il sera évêque constitutionnel de Saône-et-Loire à Autun en 1800 et 1801 avant l'application du concordat du 15 juillet 1801).
En 1793, le sieur Le Fessier, constatant que « tout culte public est prohibé et reconnu contraire à l'ordre social et à la tranquillité », selon la Convention, remet sa démission au conseil général de Séez, ce qui lui vaut un emprisonnement à Alençon pendant 47 jours.
Plusieurs membres du clergé  (ainsi que de simples fidèles) furent arrêtés, jugés et condamnés à la déportation ou parfois à mort par les tribunaux révolutionnaires ; motifs invoqués : « réfractaires », « contre-révolutionnaires », « conspirateurs » ou « fanatiques et ennemis du peuple ».
- Jean Beaudouin de Tours, chartreux au Val-Dieu : déporté à l'île de Ré.
- Louis Béniard, chanoine de Sainte-Marguerite de Carrouges : mort en août 1794.
- Pierre Boschet, né à Séez : déporté à l'île de Ré.
- Jean Bourdon, capucin, né à Séez en 1745, mort en août 1794.
- Gervais Brunel, prieur de La Trappe de Soligny, mort en août 1794.
- Charles Busnel, déporté à Ré.
- Jacques Collas du Longchamp, prêtre de Vimoutiers, né en 1758, mort en septembre 1794.
- Thomas Collin, vicaire d'Avrilly, mort en janvier 1794.
- Guillaume Desveaux, originaire de Ménil-Jean, curé de Nocé : déporté à Ré.
- Jacques Duboulay, vicaire de la Ferrière-au-Doyen : déporté à Ré.
- Charles Jean-Louis Valframbert (en religion père Dorothée), capucin : mort à Alençon en 1792.
- Jean-Baptiste Esnault (en religion Dom Vincent, chartreux du Val-Dieu, mort en octobre 1794.
- François Faucillon, originaire de Briouze, curé de Montreuil-au-Houlme : déporté à Ré.
- Marie-Jeanne Guesdon (dite des Acres), couturière à Falaise : guillotinée en 1794 comme « recéleuse de prêtre réfractaire ».
- Jean Godard, prêtre de Saint-Germain d'Argentan : mort en septembre 1794.
- Rémy Landais, vicaire de Couterne : mort à Rochefort en 1794.
- Louis François Lebrun (Prieur de Saint-Martin de Séez.
- N... Lelièvre, prêtre de Saint-Pierre de Montsort d'Alençon.
- Jacques-Jean Lemeunier (ou Lemounier), vicaire de Mortagne : mort aux Carmes à Paris en septembre 1792.
- Magnier, sous-prieur de la Trappe de Soligny : déporté à Ré.
- Henri de la Moudière, chanoine de la cathédrale : mort à Alençon en juin 1793.
- René Nicolas Poret, curé de St Martin de Boitron.
- X. Martin de Puisereau, curé du Challenge.
- X. Martin du Puisereau, frère du précédent et vicaire.
- Jacques Riblier, vicaire de Saint-Martin l'Aiguillon : mort à Alençon en août 1794.
- Léonard Michel Sellos, né à Rouperroux.

(Cf Martyrologe du clergé français pendant la Révolution, 1840)

### Époque contemporaine
En 1844, Charles-Frédéric Rousselet étant évêque de ce diocèse, est imprimé (chez Jules Valin, imprimeur à Sées) un Recueil des statuts, réglemens, instructions, mandemens et ordonnances pour le bon ordre de la discipline et de l'administration dans le diocèse de Séez. Ce livre très détaillé, intégralement consultable sur Internet, donne une idée extrêmement précise du fonctionnement du diocèse à ses différents échelons (administration centrale de l'évêché, chapitre de la cathédrale, archidiaconés, archiprêtrés, doyennés, paroisses). À peu de chose près, les dispositions qui y sont contenues resteront en vigueur plus d'un siècle (jusqu'au concile de Vatican II).

## Découpage administratif

### Avant le Concordat de 1801
Le diocèse était découpé en 5 archidiaconés :
- 3 en Normandie : Séez, Hiesmois, Le Houlme,
- 2 dans le Perche : Bellesmois, Corbonnois.

Il y avait 16 doyennés : Saint-Pierre-sur-Dives, Falaise, Trun, Exmes, Aubigny, Briouze, Argentan, Asnebec, Écouché, Macé, Alençon, Sées, Moulins-la-Marche, Mortagne, La Perrière, Bellême, et 497 paroisses.

### de 1801 à 1995
À la suite du  concordat de 1801 passé entre le Premier consul Bonaparte et le pape Pie VII : 
- les limites du diocèse de Séez sont fortement modifiées (du fait en particulier de la suppression des évêchés d'Avranches et de Lisieux) ; elles coïncident désormais avec celles du département de l'Orne.
- chaque nouveau « doyenné » - correspondant désormais au canton civil - est placé sous l'autorité d'un « curé » (dénomination devenue à l'usage « curé-doyen » puis simplement « doyen ») [NB : 35 doyennés recensés en 1809]
- à la commune civile correspond une « succursale » (communément appelée « paroisse ») occupée par un « desservant ». 395 desservants sont recensés en 1809.
- à chaque arrondissement civil (Alençon, Argentan, Mortagne, Domfront) correspond un « archiprêtré » (le curé-doyen de chaque sous-préfecture porte le titre d’archiprêtre). Un archiprêtré supplémentaire est également maintenu à Sées, siège de l'évêché.

Vers 1950, chacun des 2 vicaires généraux porte également le titre ancien d'"archidiacre" : « archidiacre du Perche » (pour Charles Leconte, décédé en 1954) et « archidiacre de Normandie » (pour Louis Mercier, décédé en 1960).

### de 1995 à 2016
Par décision d'Yves-Marie Dubigeon, le diocèse de Séez est réorganisé administrativement en 1995.
Trente-trois paroisses sont créées (aux limites beaucoup plus étendues que les anciennes) :
- Sainte-Céronne-au-Perche  (couvrant 31 communes dont  Mortagne-au-Perche, Bazoches-sur-Hoëne, La Chapelle-Montligeon, Pervenchères)
- Sainte-Anne-du-Perche (couvrant 32 communes de l'Orne dont Longny-au-Perche, Randonnai, St Maurice-lès Charencey et en Eure-et-Loir: Neuilly-sur-Eure)
- Saint-Germain / Saint-Lhomer (couvrant 14 communes dont Rémalard)
- Sainte-Madeleine-au-Perche (couvrant 12 communes dont Berd'huis)
- Notre-Dame-des-Ermitages (couvrant 8 communes dont Le Theil)
- Saint-Léonard-des-Clairières (couvrant 14 communes dont Bellême)
- Saint-Vigor du Bocage athisien (sur 13 communes dont Athis de l'Orne)
- Saint-Pierre / Saint-Paul en Bocage (sur 8 communes dont La Lande Patry)
- Saint-Rémy des Trois Rivières (sur 13 communes dont  Tinchebray)
- Bienheureux Marcel Callo (sur 7 communes dont  Flers)
- Sainte-Anne-de-la-Varenne (sur 9 communes dont Messei)
- Notre-Dame-du-Houlme (sur 15 communes dont Briouze)
- Saint-Sauveur-en-Domfrontais (sur 13 communes dont  Domfront)
- Notre-Dame en Passais (sur 8 communes dont Passais-la-Conception)
- Sainte-Geneviève-des-Andaines (sur 8 communes dont La Chapelle d'Andaine)
- Saint-Jean-Baptiste-en-Pays Fertois (sur 20 communes dont  La Ferté-Macé)
- Saint-François-en-Ecouves (sur 17 communes dont Carrouges)
- Saint-Maximilien Kolbe (sur 22 communes dont Trun)
- Saint-Jean Eudes en Val d'Orne (sur 18 communes dont d'Écouché)
- Notre-Dame du Val d'Orne (sur 19 communes dont Putanges-Pont-Écrépin)
- Bienheureuse Marguerite de Lorraine (sur 20 communes dont d'Argentan)
- Notre-Dame au Pays d'Alençon (couvre la commune d'Alençon)
- Sainte-Thérèse au Pays d'Alençon (sur 10 communes autour d'Alençon)
- Saint-Pierre au Pays d'Alençon (sur 17 communes dont St Germain du Corbéis)
- Saint-Gilles en Haute Sarthe (sur 27 communes dont Le Mêle-sur-Sarthe)
- Saint-Benoît en Pays d'Auge (sur 24 communes dont Vimoutiers)
- Saint-Evroult-en-Ouche (sur 12 communes dont La Ferté-Fresnel)
- Saint-Pierre / Saint-André en Auge (sur 24 communes dont Gacé)
- Saint-Godegrand (sur 12 communes dont Le Merlerault)
- Notre-Dame-de-la-Marche (sur 18 communes dont Moulins-la-Marche)
- Saint-Martin-en-Ouche (sur 13 communes dont L'Aigle)
- Saint-Latuin-des-Sources (sur 20 communes dont Sées et Courtomer)
- Sainte-Opportune en Pays d'Ô (sur 10 communes dont Mortrée)

Nota: les 2 dernières paroisses ci-dessus seront fusionnées en 2015
Sur le plan pastoral, ces nouvelles paroisses sont coordonnées en sept doyennés :
- Sées,
- Bocage Nord,
- Bocage Sud,
- Perche,
- Auge-Ouche,
- Alençon,
- Argentan.

Nota: Les antiques archidiaconés et les archiprêtrés sont supprimés.

### Depuis 2016
Le lundi 15 août 2016, Jacques Habert instaure dix pôles missionnaires sur le diocèse de Séez :
- Pays d'Alençon : paroisses Notre-Dame au Pays d’Alençon, Sainte-Thérèse au Pays d’Alençon et Saint-Pierre au Pays d’Alençon ;
- Perche Nord : paroisses Sainte-Céronne au Perche et Sainte-Anne du Perche (desservant aussi quatre communes de l'Eure, dépendant canoniquement du diocèse d'Evreux mais desservies par le diocèse de Séez à la demande de l'évêque d'Évreux, à savoir: Armentières-sur-Avre, Gournay-le-Guérin, Chennebrun et Saint-Christophe-sur-Avre) ;
- Perche Sud : paroisses Saint-Germain-Saint-Lhômer, Sainte-Madeleine au Perche, Notre-Dame des Ermitages et Saint-Léonard des Clairières ;
- Pays d'Ouche : paroisses Saint-Évroult en Ouche, Notre-Dame de la Marche et Saint-Martin en Ouche, les trois paroisses se sont regroupées en 2021 pour former la paroisse Notre-Dame en Ouche ;
- Pays d'Auge : Saint-Benoît en Pays d’Auge, Saint-Pierre-Saint-André en Auge, Saint-Godegrand ;
- Pays de Sées : paroisses Saint-Latuin des Sources et Saint-Gilles en Haute-Sarthe ;
- Pays d'Argentan : paroisses Saint-Maximilien-Kolbe, Saint-Jean-Eudes du Val d’Orne, Notre-Dame du Val d’Orne et Bienheureuse Marguerite de Lorraine ;
- Pays de Flers : paroisses Saint-Vigor du Bocage Athisien, Saint-Pierre-Saint-Paul en Bocage, Saint-Rémy des Trois Rivières, Bienheureux Marcel Callo, Sainte-Anne de la Varenne et Notre-Dame du Houlme ;
- Pays de Domfront : Saint-Sauveur en Domfrontais, Notre-Dame en Passais et Sainte-Geneviève des Andaines ;
- Pays Fertois : paroisses Saint-Jean-Baptiste en Pays Fertois et Saint-François en Écouves.

## Les évêques de Séez
L'évêque de Séez ne semble pas posséder de grand titre temporel: il était seigneur de Fleuré, lieu de sa résidence de villégiature.

## Évêques originaires du diocèse de Séez
- Théophile-Marie Louvard : né à Radon en 1858, évêque de Langres en 1919 puis de Coutances en 1924, décédé en 1950.
- Marcel Grandin : né à Beaulandais en 1885, évêque missionnaire en 1937 en Oubangui-Chari (République centrafricaine), décédé en 1947.
- Louis Chorin : né à Alençon en 1888, évêque missionnaire en 1947 à Bangkok (Thaïlande), décédé en 1965.
- André Pioger : né à Alençon le 14 mai 1897; évêque auxiliaire de Séez en 1955 (et évêque titulaire de Trémitonte (de), Chypre), puis évêque de Séez (1961-1971), décédé le 22 avril 1981 à Sées.
- Roger Johan : né à Mortagne-au-Perche en 1902, évêque d'Agen de 1956 à 1976, décédé en 1993.
- Maurice de Germiny : né à Saint-Maurice-du-Désert en novembre 1939, évêque de Blois (1997-2014).
- Gilbert Louis : né à Champsecret en mai 1940, évêque de Châlons-en-Champagne (1999-2015).
- Pierre-Antoine Bozo : né à Argentan en mars 1966, évêque de Limoges (2017-2025) puis évêque coadjuteur de La Rochelle et Saintes.